# 日産・プレーリー
プレーリー（Prairie）はかつて日産自動車が生産・販売していたミニバン型普通乗用車である。
本項ではプレーリーのほか、以下のモデルについても記述する。
- プレーリージョイ
- プレーリーリバティ
- リバティ

## 初代 M10型（1982年 - 1988年）
1982年8月24日発売。東京都杉並区荻窪にあった旧プリンス自動車の開発拠点において、オースターJX/スタンザFXをベースに開発された。開発主管はマーチ（K10型）、レパード（F31型）、ローレル（C32型）、スカイライン（R31・R32型）と同様に、旧プリンス出身の伊藤修令が担当した。
当時はミニバンというジャンルが存在しておらず、デビュー時のキャッチコピーも「びっくり BOXY SEDAN」と、新しいタイプのセダンという位置付けで、いわゆるミニバンタイプである3列シートのJW系（JW、JW-L、JW-G）のほかに後席を折りたたむことで広いラゲッジスペースを得ることができる2列シートのRV系（RV、RV-S）、同じく2列シートながらRV系に比べ前後シートの間隔を広げたうえ、シートバックの厚みをたっぷりとった固定式シートを採用した、リムジン感覚をうたったSS系（SS-G）、さらには商用車のNV系（3人乗り、3 / 6人乗り）という4タイプのワイドバリエーションを展開した。
両側ともにセンターピラーレス構造をいち早く採用し、ベンチシート、3列8人乗り、回転対座などの豊富なシートバリエーションを実現した。同じく旧プリンス設計陣によるVN10型系パルサーバンから転用されたトーションバー・スプリングを横置きに配置することで、サスペンション周りの荷室への突出をなくしたトレーリングアーム式サスペンションを採用し、当時としては画期的な超低床レイアウトを実現していた。この超低床を生かすことで、5ナンバーサイズのボディながら広い室内空間を構築し、日本流ミニバンの始祖的存在となった。Bピラーが無いことから、前席のシートベルトリトラクターは当初天井に内蔵されており、後に左右フロントドア内に変更された。
パワートレーンは、前年の1981年にデビューしたT11型バイオレットリベルタ/オースター/スタンザの3姉妹車との共用で、エンジンは直4 OHCのCA18S型とE15S型を搭載する。1.3トン近い車両重量に対して省燃費仕様のワイドなギア比のトランスミッションとハイギアードなデフを流用したことや、さらには最大のセールスポイントである前述のセンターピラーレス構造に加え、荷役性の向上を図るため開口見切りを大きく下げ、バックドアがバンパーごと開口する画期的なアイディア（超低床レイアウトゆえの措置）に起因するボディ剛性の低さなどが災いし、コンセプト的には各方面で評価されたものの、走行性能や動力性能の評価は芳しくなく、販売面でもそれらを大きく反映する結果となった。
また、2度のオイルショックを機に各社が取り組んでいた軽量化と、「センターピラーレス+両側スライドドア」という構成は相反する要件で、ボディ側ドア側双方ともに負担が大きく、スライドドアの耐久性という面でも難があり、当時の設計・生産技術の限界を露呈させる結果となった。さらに、いかにも商用車然とした野暮でチープなエクステリアも不評で、不人気に拍車をかけた。
北米輸出仕様の名前はアメリカではスタンザワゴン（Stanza Wagon ）、カナダではマルチ（Multi ）の名前で販売された。
- 1982年8月24日[2]、発売。この時はフェンダーミラーが装着されていた。
- 1983年3月、特別仕様車「50スペシャル」発売。
- 1983年6月、特別仕様車「エクストラ」発売。
- 1984年1月19日[3]、「1500エクストラ JW」、「1800エクストラ JW-G」追加。
- 1984年6月、車種体系見直し。JW、JW-G廃止。
- 1985年1月23日[4]、マイナーチェンジ。フロントグリルの意匠変更やリアクォーターウインドウがルーフまで回り込むなど、内外装のデザインが一部変更される。特に外観上大きく変わった点では、ボディ剛性の向上策としてバンパーごと開口していたリアハッチゲートをバンパー上端から開口する様に変更し、ボディ後端部への補強が施された。また、「1500JW-L」の追加や「1800RV-S」にAT車の追加を行った。商用（4ナンバー）のNVシリーズについては、騒音規制への適合やシート地の変更など乗用系に比べると小規模な変更にとどまった。搭載されるエンジンは直4 OHCのCA18S型・E15S型。
- 1985年9月[5]、2.0L CA20Sエンジン搭載のパートタイム4WD車（リヤサスペンションはB12型サニー4WD系のリバースAアーム式ストラットサスペンションを使っている）をJW系に追加設定。7人乗りのみの設定。翌10月には4WD特別仕様車「ウィンタースペースワゴン」を発売。
- 1986年11月、一部変更。駐車灯が廃止される。
- 1987年8月、車体色変更。
- 1987年9月、特別仕様車「4WD JW-L ノルディカバージョン」発売。
- 1988年5月、サイクルキャリアが標準装備の特別仕様車「サイクルスポーツバージョン」発売。

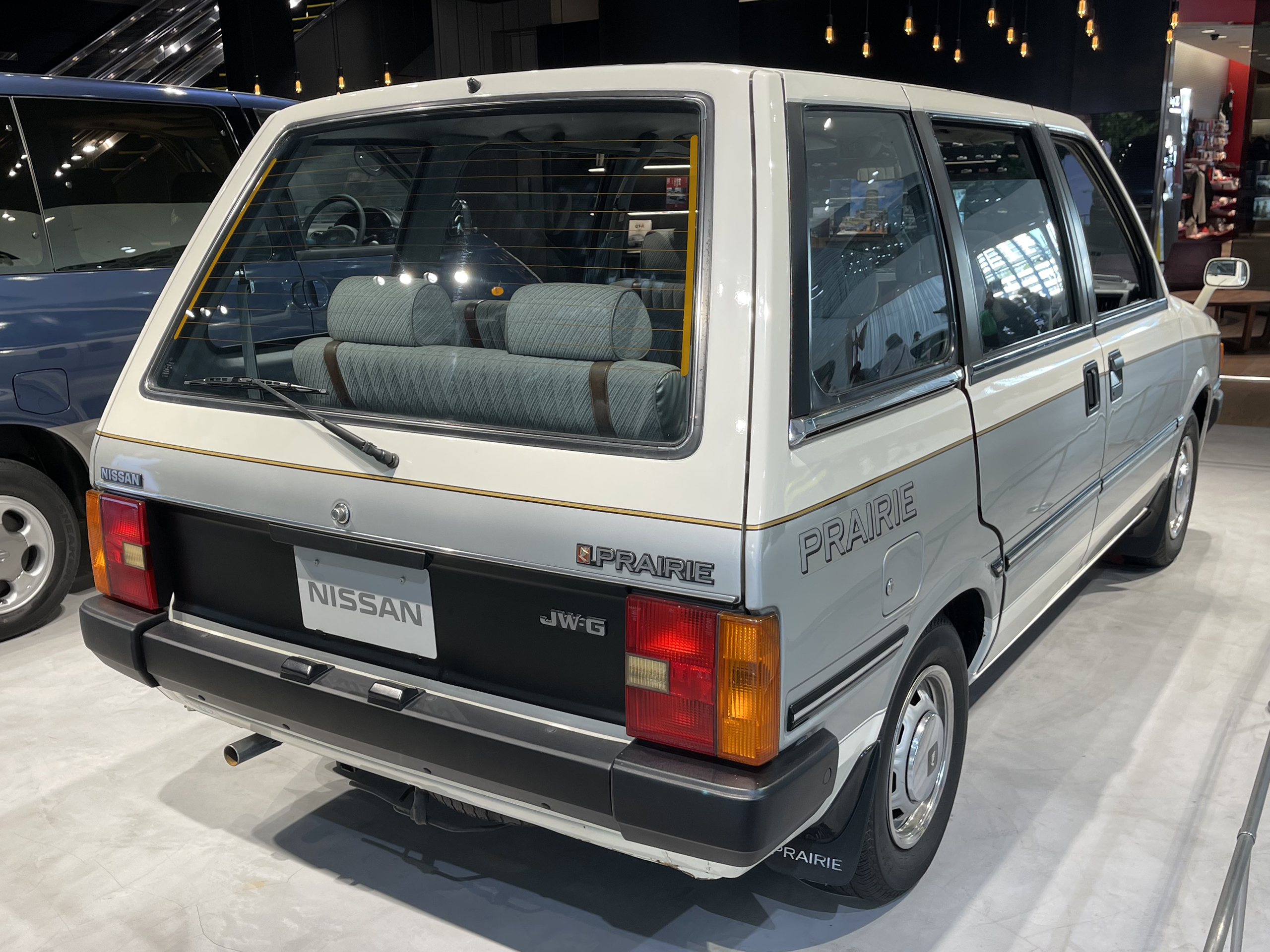
リア（前期型）
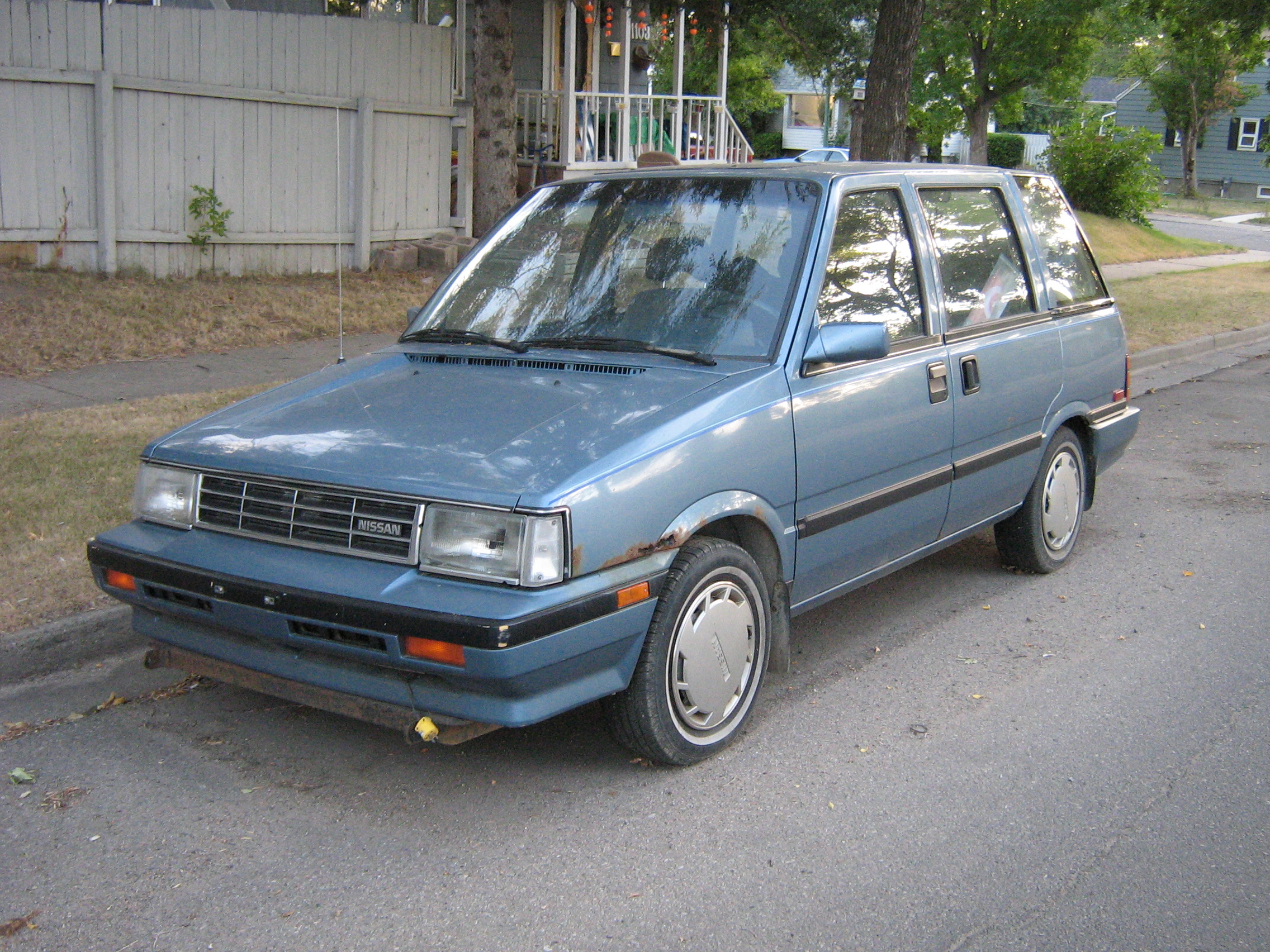
マルチ（後期型）
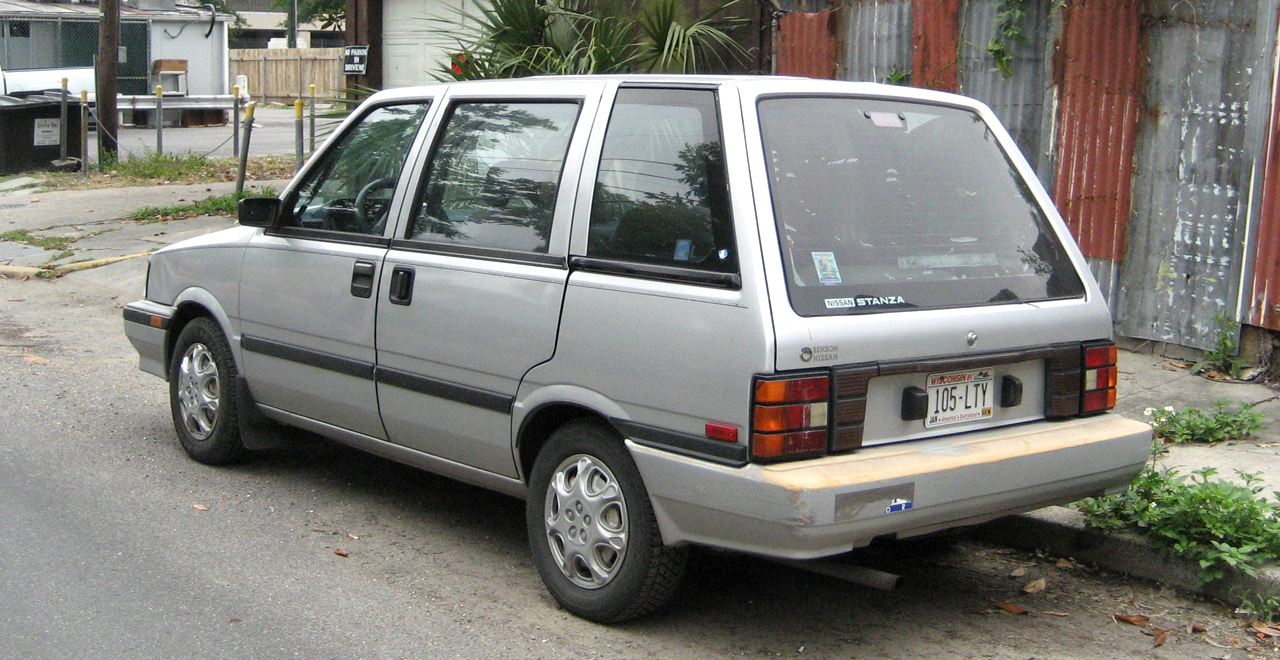
スタンザワゴン リア（後期型）

## 2代目 M11型（1988年 - 1998年）
1988年9月27日発売。キャッチコピーは「シーマもBe-1も素敵でした。でも、私の日産はプレーリーです。」「セダンの新しい考え方」「NEW BALANCE PRAIRIE」。
ブルーバードをベースに開発された。後席スライドドアは踏襲するが、センターピラーを持つ構造となる。当初は2.0LのCA20S型のみで、グレードもJ系（J-6、J-7、J-8）とM系（M-5、M-7）の2種類と、初代デビュー時に比べて大幅に簡略化されている。A/Tが4速化される。初代はシート配置でシリーズを分けていたが、2代目では豪華装備のJ系に対して廉価仕様のM系という分け方をされていた（アルファベット後の数字は乗車定員）。このため、2列シート仕様はM-5のみとなり、一般ユーザーにとっては選びにくいものになってしまった。M-5はカタログ上では商用車を想定したようなグレードでもあった。ベースとなったブルーバードが採用していたストラット式リヤサスペンションを受け継いでいるため、このストラット・タワー部が3列目の居住空間を狭めていた。先代の大きな弱点であったエクステリアはかなり洗練され、スタイリッシュな見た目になったものの、パッケージングの中途半端さにより、依然人気、売り上げともに低迷した。
北米ではアクセス（Axxess ）として販売されていた。
1989年5月23日、300台限定の特別仕様車「アウトドアバージョン」発売。
1989年9月、A/Tシフトロック変更およびオーディオフェーダー機構変更。
1990年9月20日、直4 2.4L OHC KA24E型を搭載した「240 G-5」と、「240 G-7」の240G系が追加される。これらは5人乗りと7人乗りでの装備の差は特になく、北米向けモデルを国内の基準に合わせた仕様としたもの。なお、240G系には世界初となるスライドドアパワーウィンドウが設定された。あわせて、J8に4WD車「J8 アテーサ」を追加。後席3点式シートベルトやハイマウントストップランプの全車標準装備化など装備の充実化、ボディーカラーの追加を行った。
1992年2月4日、マイナーチェンジ。ボディカラーの追加やシート形状の変更など内外装の一部変更や装備の充実化。従来4速AT車のみの設定であった240G系に5速MT車を追加。また、フロントファッションバーや大型フォグライトなどを装備したRV仕様車「240 G7 アテーサ SUPR(シュプール)」を追加。なお、こちらは4速ATのみの設定となる。
1993年、クエストの発売により北米市場での販売を終了。
1993年5月11日 日産自動車創立60周年を記念した特別仕様車「60th ANNIVERSARY」の第二弾として、「J7」および「J7アテーサ」をベースに14インチアルミロードホイールなどを標準装備した「J7 60th ANNIVERSARY」、「J7アテーサ 60th ANNIVERSARY」を発売。なお、この特別仕様車は同年7月末までの期間限定販売となる。
1994年1月27日 「J7 Olé!」「J7アテーサ Olé!」を追加。
1994年9月2日 「240G7 ViVid」、「240G7アテーサ ViVid」を追加。
1995年2月、「RVリミテッド」設定。
1995年8月24日、大規模なマイナーチェンジを実施し、車名を「プレーリージョイ」に変更。北米向けを考慮する必要がなくなったことから、日本国内市場に特化し、一般消費者には不評であったスタイルの変更を中心に、リサーチ結果をできる限り盛り込むこととなった。キャッチコピーは「日本の家族を考えて考えました」「ライフフィットワゴン」。
リアオーバーハングを延長し、車内を拡大するとともに、フロント部分は、以前のスムーズなワンモーションフォルムから一転して、R50系テラノにも通じる、RV風のボリュームのあるものとするなど、大幅に変更し、グレード名に「ジョイ」を冠することから営業上の車名も「プレーリージョイ(Prairie joy) 」とした（正式な車名はプレーリーのまま）。時流に乗り、純正エアロパーツ装着の「エアロエクスプレス」というグレードも設定された。2.0LエンジンはCA20S型からSR20DE型へと世代交代され4速A/Tのみが組み合わされる。また、北米でのスタンダードであった2.4Lエンジンと、初代からの特徴でもあった、コラムシフトやベンチシートが廃止されたが運転席SRSエアバッグが全車標準装備となる。リアサスペンションは同じ日産のステーションワゴンW10型アベニール同様2WD車がトーションビーム式トレーリングアーム、4WD車は5リンクとなる。これにより従来型にあったストラット・タワー部の張り出しがなくなり3列目の居住空間が改善された。
この変更で、特にスタイリングについては識者やマニアからは大変な不評をかったが、日産の目論見どおりファミリー層や高齢層の支持を得て、販売台数は一気に増加した。しかし、ジョイになってから極端な営業車並みの仕様は消え、当時の日産の安全基準に合わせた安全装備や快適装備も増え最低価格も200万円近くに値上がりしたためプレーリージョイより車格が上でありながらほとんど売れ筋グレードの価格に差がないホンダ・オデッセイやのちに発売された三菱・シャリオグランディスには勝てなかった。
1996年4月8日 ジョイ7人乗りをベースとして、エアロパーツを中心にドレスアップを図った特別仕様車「エアロエクスプレス」を発売。
1996年9月3日 ジョイ7人乗りをベースとして、ABSや電動ガラスツインサンルーフなどを標準装備した特別仕様車「ジョイリミテッド」を発売。
1997年5月、一部改良。主な変更点は「助手席エアバッグ＆ABSの標準装備化」、「車内の抗菌化（インナーグリーン）」、「UVカット断熱グリーンガラス採用」、「テールゲートにガラスハッチを採用」など。　尚、ガラスハッチは次のM12型にも引き続き採用された。
1998年10月、生産終了。在庫対応分のみの販売となる。
1998年11月、リバティのサブネームを付けた3代目と入れ替わって販売終了。

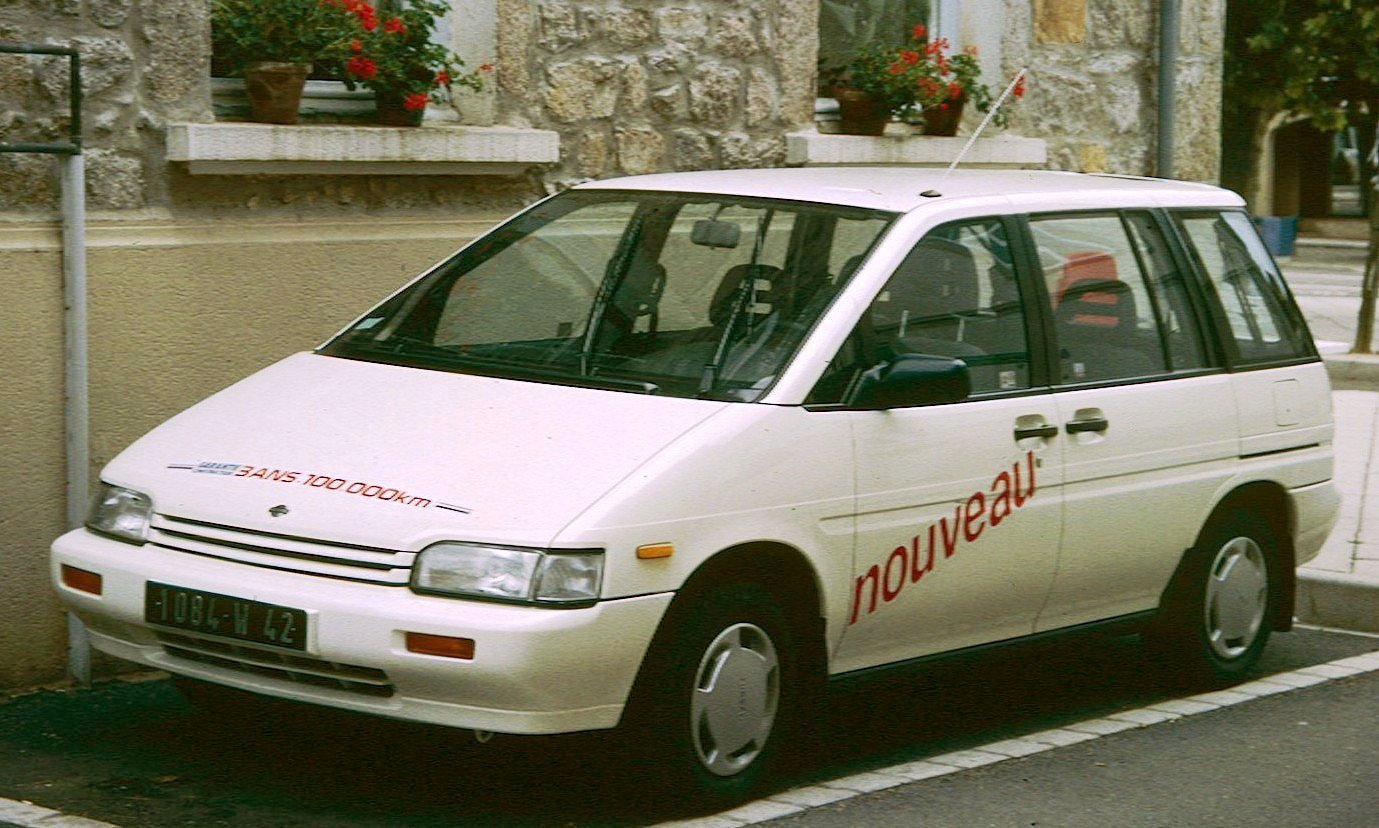
前期型
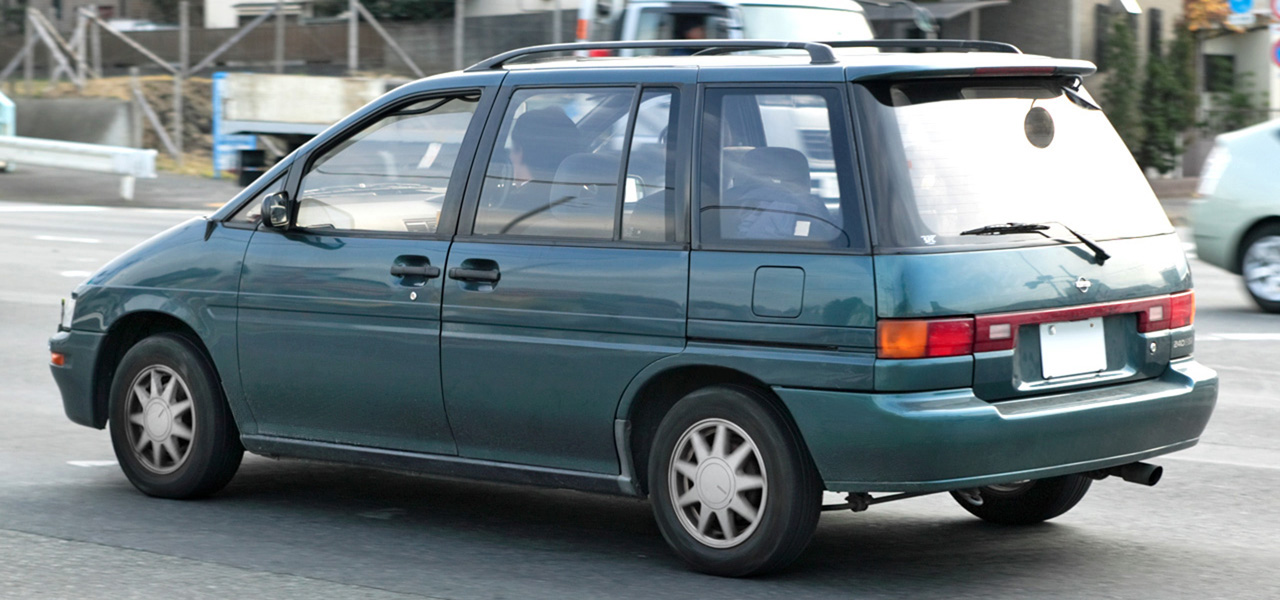
240 G-5（リア）
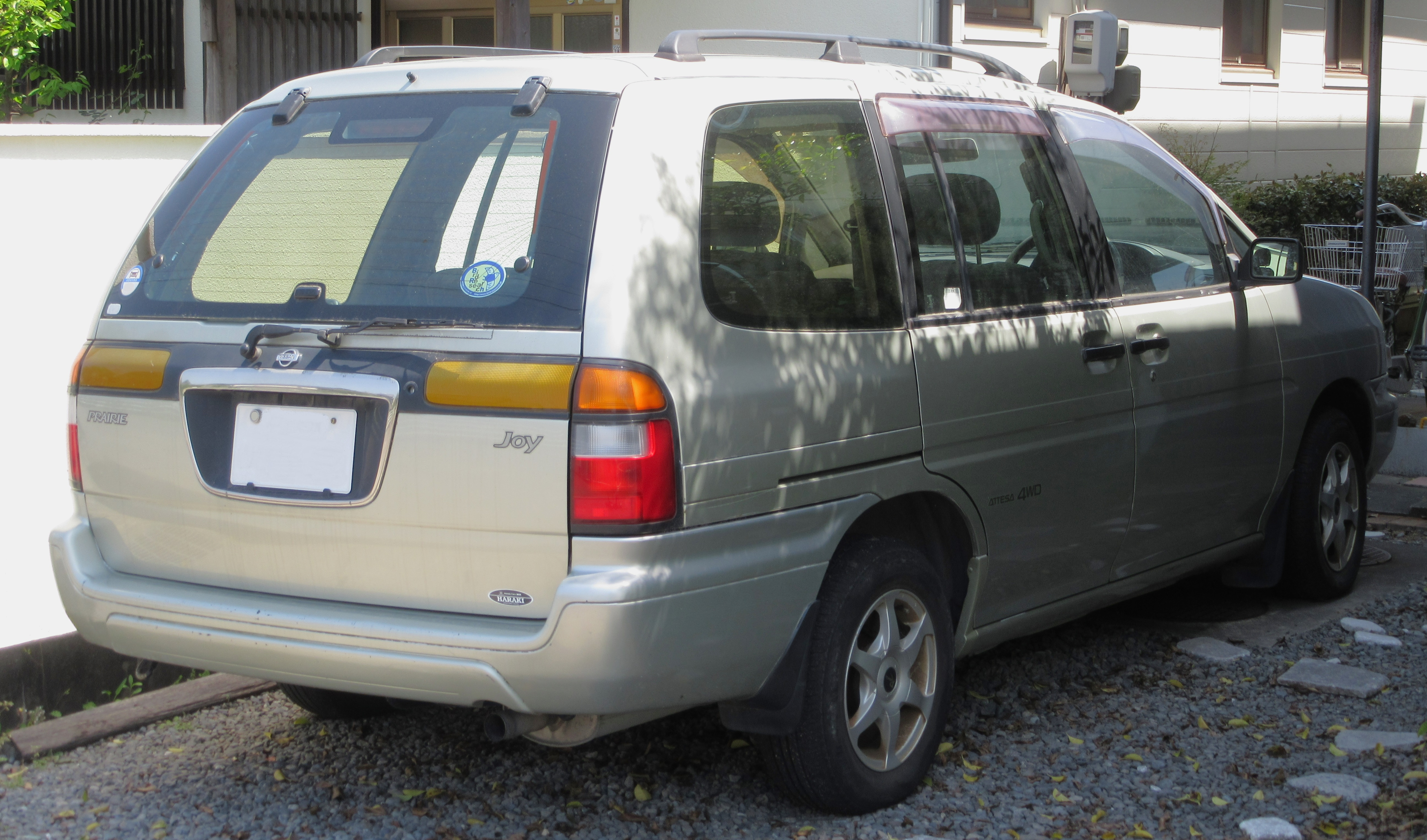
ジョイ（リア）
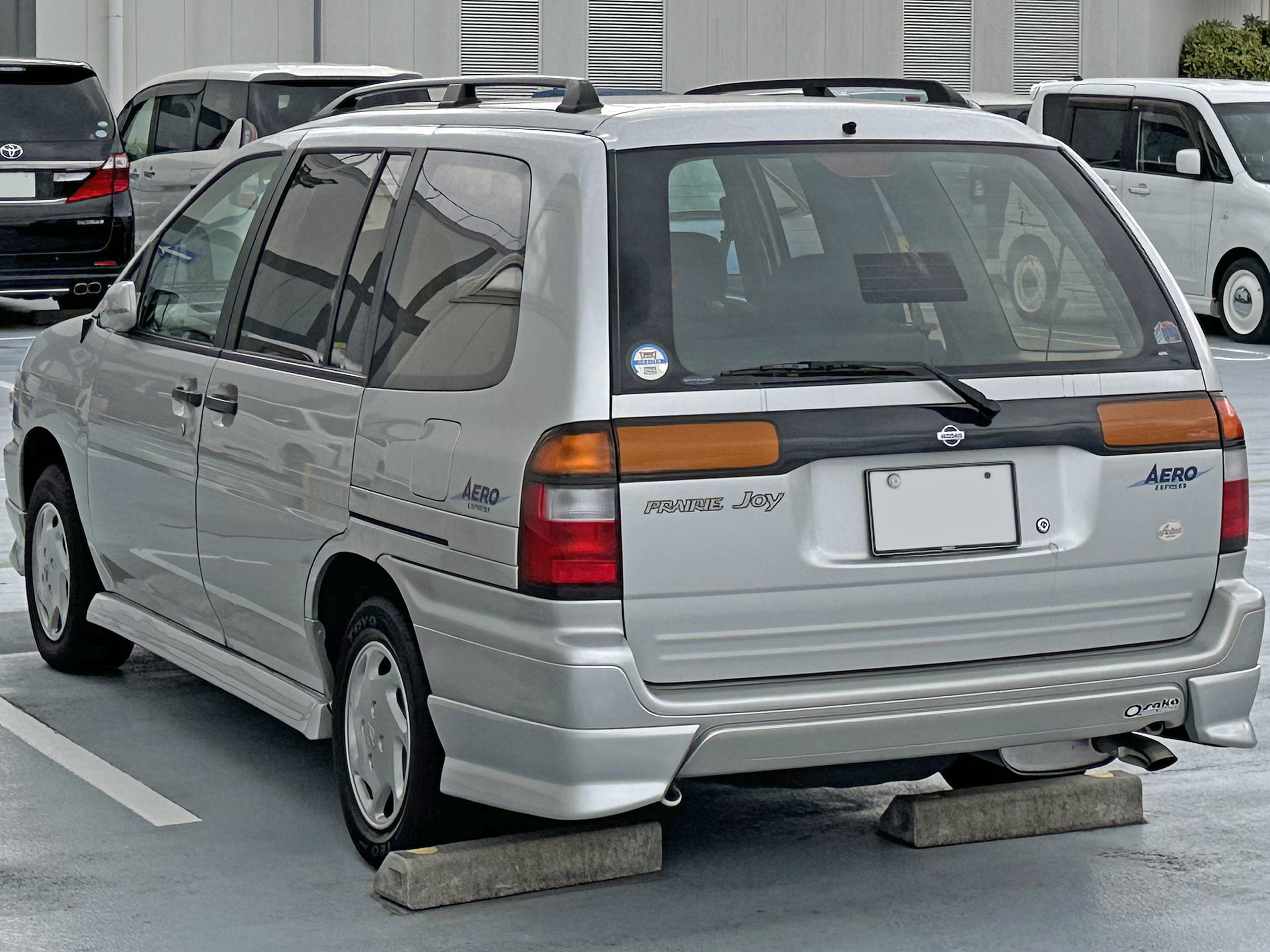
ジョイ エアロエクスプレス（リア）

## 3代目 M12型（1998年 - 2004年）
1998年11月16日、M12型にモデルチェンジ。車名を「プレーリーリバティ」へと改称。CM出演者は当時実際の夫婦だったRIKACO・渡部篤郎（2005年に離婚）。キャッチコピーは「パパ・ママ・リバティ」。
パワートレインやサスペンションをW11型アベニールと共用する。登場時の搭載エンジンは直4 DOHC SR20DE型のみの1機種。2WD車は全てハイパーCVTを採用し、4WD車は4速ATを採用した。セレナ、ラルゴ、エルグランドにも設定された純正エアロパーツ装着の「ハイウェイスター」も設定された。
1999年10月12日、「ハイウェイスター4WD」にターボエンジン SR20DET型を搭載し、内外装にも手を加えた「ハイウェイスターGT4」を追加。合わせてオーテックジャパンによる「アクシス」を設定した。
2000年5月15日、特別仕様車「キタキツネ」発売。2WD車と4WD車に用意され、専用フロントオーバーライダーの有無を選択できた。専用装備としてダークスケルトンタイプでCD、カセット一体型のAM/FM電子チューナーラジオや専用サイドストライプ、専用シート地、専用フロントカーペットなどが装備された。またオーテック扱いのオプションで後席テレビ&ビデオ端子が選択できた。
2001年5月7日、マイナーチェンジに伴い車名から「プレーリー」が消滅し、「リバティ」の単独ネームに変更。フロントグリル、バンパーなどのデザインを変更。車名ロゴを「Liberty」からNE-01の「LIBERTY」に変更し、搭載するエンジンをQR20DE型に変更し、助手席側にリモコンオートスライドドアを装備した。また、「ハイウェイスターGT4」を廃止し、「アクシス」に替わりオーテックジャパンによる「ライダー」を設定。あわせて、正面のリバティのエンブレムは、日産のブランドロゴのエンブレムに変更された。この改良に先立つ3月末をもって、日産車体京都工場での製造を終了し、湘南工場に移管されている。
2001年5月8日、同年8月31日までの期間限定車「コールマンバージョン」を発売。専用シート、電源コンセント、大容量バッテリー 、コールマンエンブレムなどが装備された。
2001年6月19日、福祉車両「オーテックドライブギア」を追加。
2002年1月28日、「コールマンバージョンII」を発売。第1弾からシート地の色が変更された。
2002年9月2日、フロントグリルのスモークメッキ化、フルホイールカバー、ステアリングホイールの変更など、内外装を一部変更。全車が「超-低排出ガス（★★★）」認定を取得し、ハイウェイスターは廃止され、期間限定車「コールマンバージョンIII」を発売。
2003年5月8日、日産自動車70周年記念特別仕様車「G 70th」、「Gナビパッケージ 70th」を発売。MD・CD一体AM/FM電子チューナーラジオ、専用シート、電源コンセント、スライドドアオートクロージャー、ETCユニットなどを装備した。
2004年5月6日、特別仕様車「L-Edition」を発売。キセノンヘッドランプ、専用シートなどを装備した。
2004年11月、オーダーストップに伴い生産終了。在庫対応分のみの販売となる。
2004年12月2日、ラフェスタの登場に伴い、販売終了。22年の歴史に幕を閉じた。

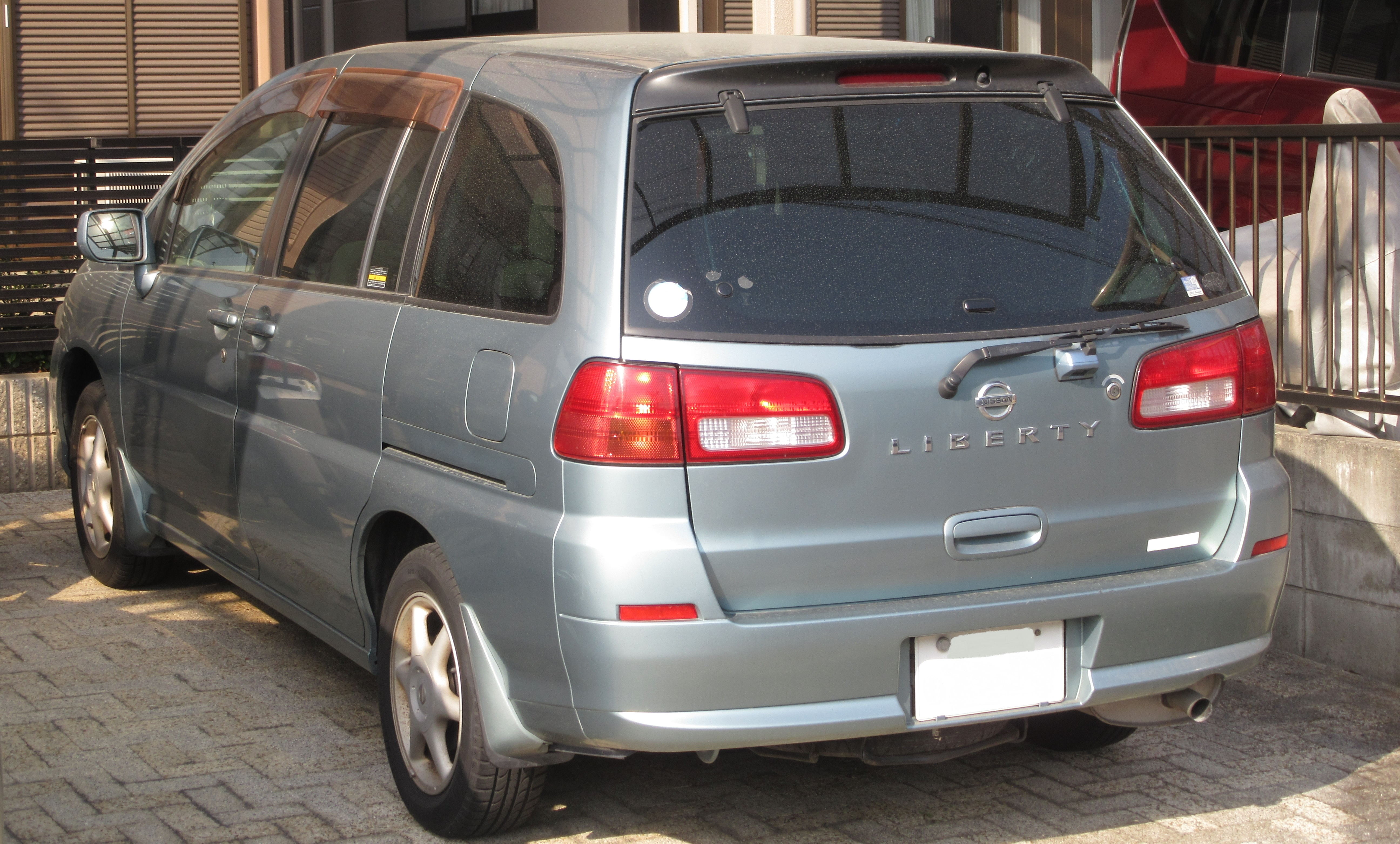
リバティ（リア）
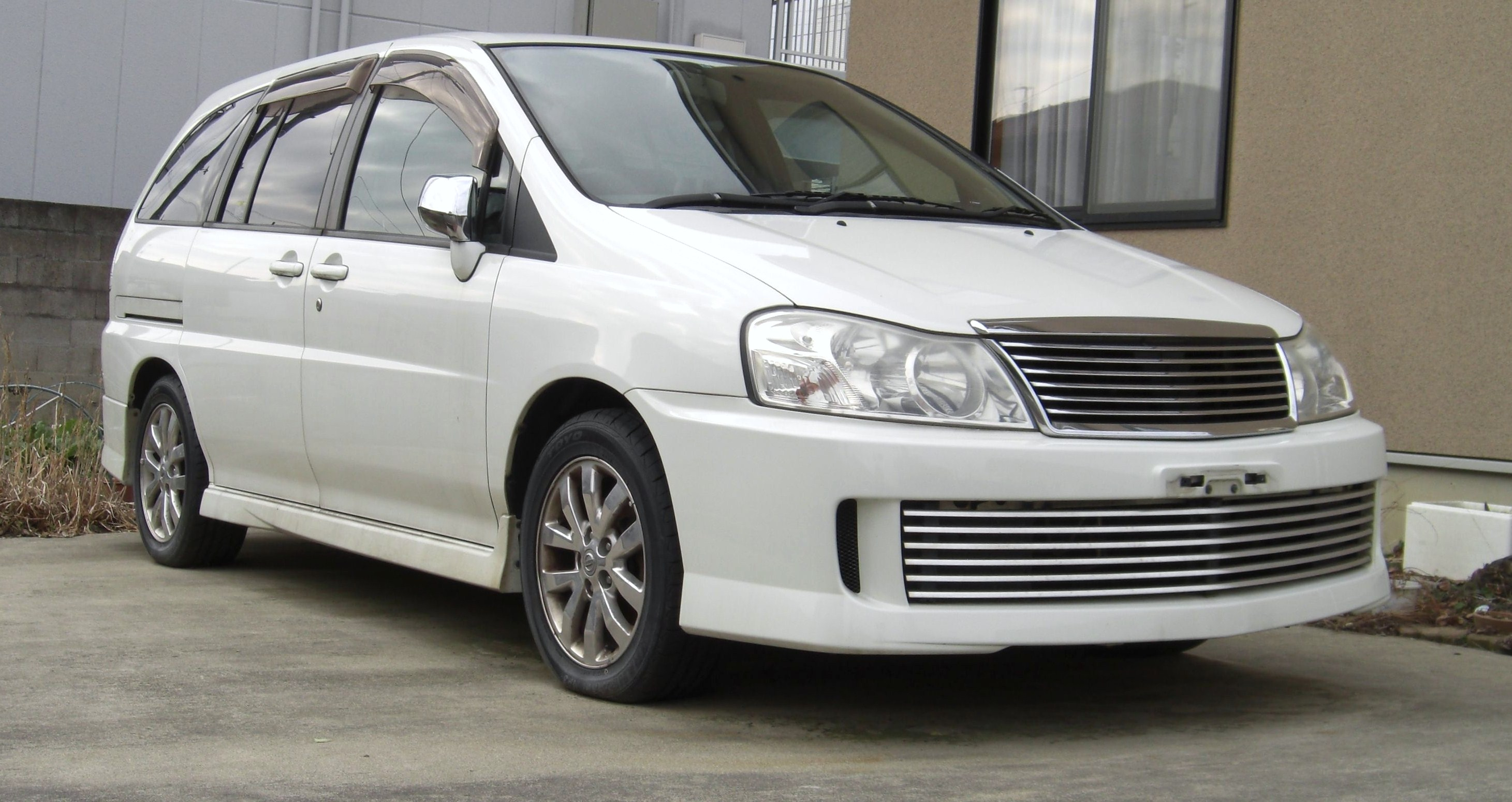
ライダー
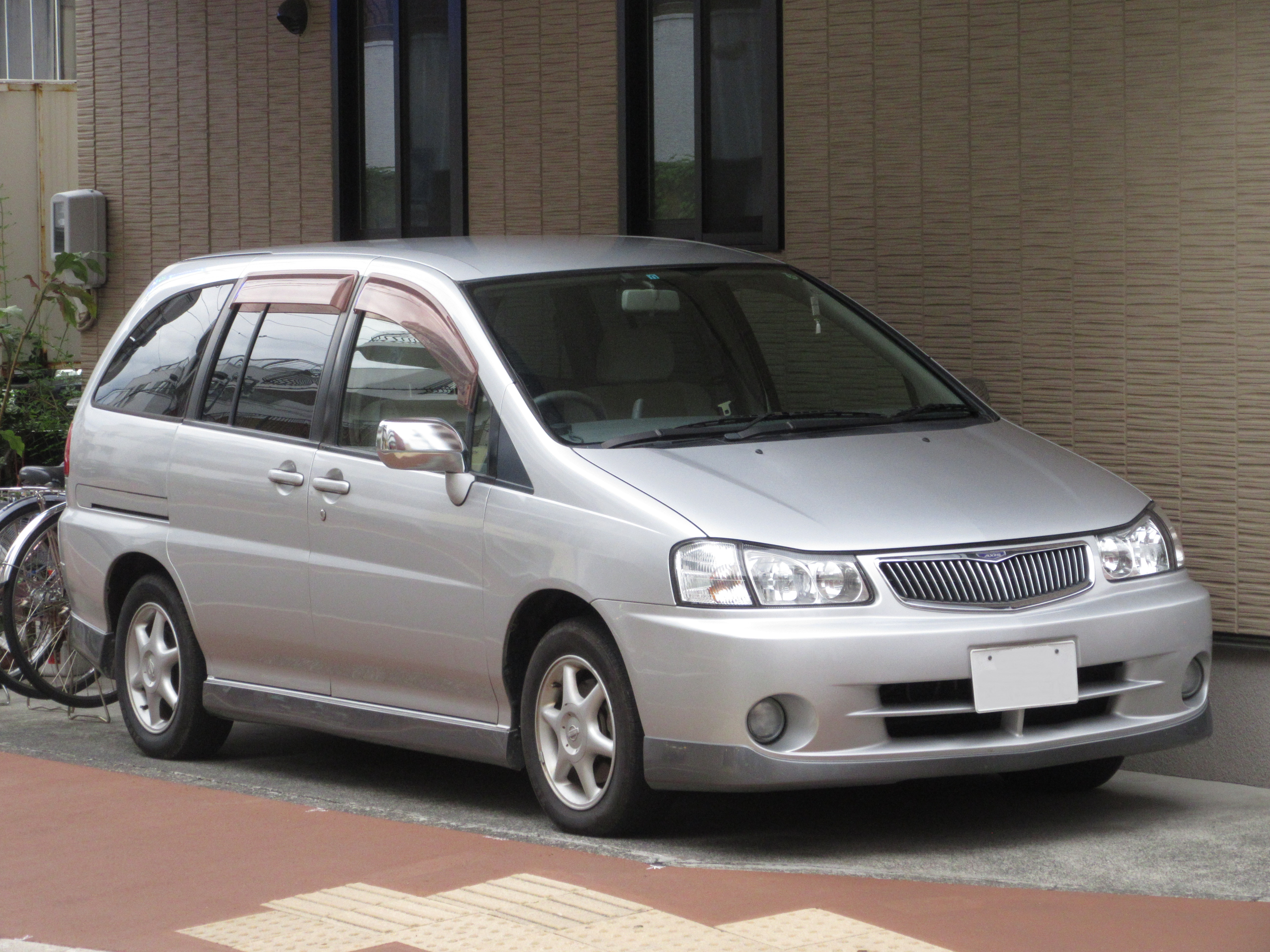
アクシス（フロント）
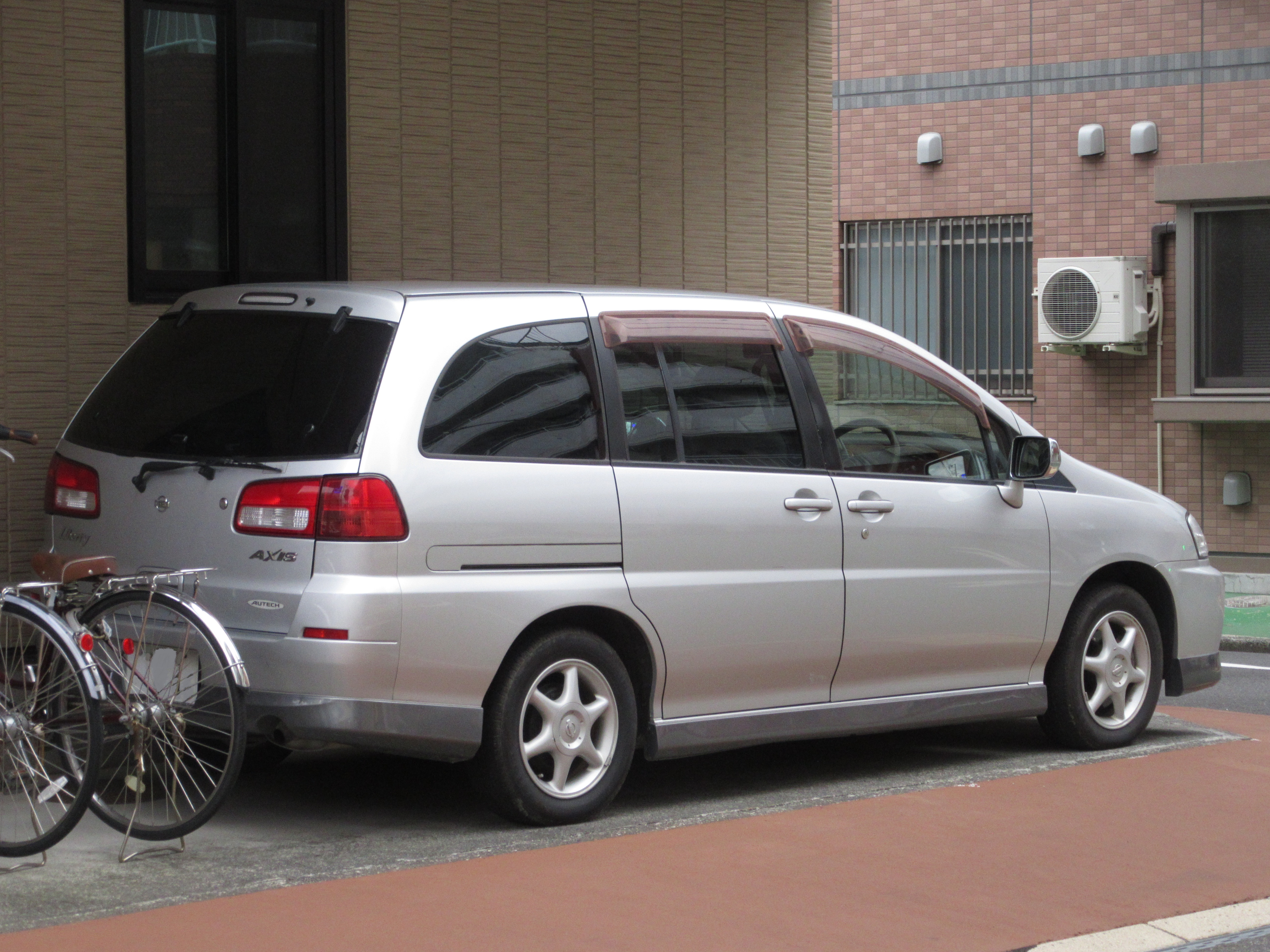
アクシス（リア）
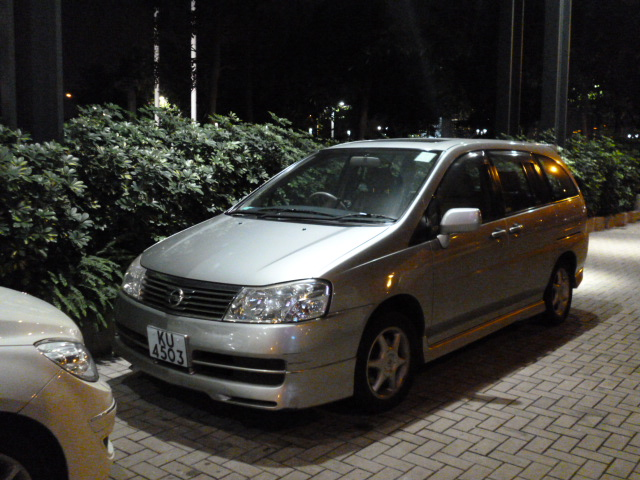
香港仕様　プレーリー　フロント
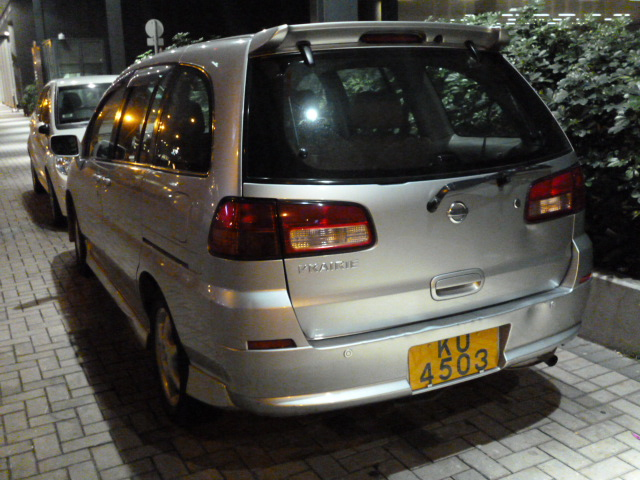
香港仕様　プレーリー　リア

## プラットフォームを共有する車種
初代
- 日産・サニー（B12・4WD車のリヤサスペンション部）
- 日産・バイオレットリベルタ（パワートレイン部）
- 日産・オースター（パワートレイン部）
- 日産・スタンザ（パワートレイン部）

2代目
- 日産・ブルーバード
- 日産・アベニール

3代目
- 日産・アベニール

## 車名の由来
- プレーリーは「大草原」の意味。
- ジョイは「喜び」、「歓喜」の意味。
- リバティは「自由」、「気まま」の意味。なお、スバル・レガシィの輸出名もリバティだが関係は無い。

## 取扱販売店
取り扱いは日産・ブルーステージ。元々日産・モーター店（ローレル販売会社）と日産・プリンス店（スカイライン販売会社）での取り扱いであったが、M12型にモデルチェンジしてからはプリンス店での取り扱いが廃止され、モーター店での専売車種となり、1999年の販売網再編から日産店（ブルーバード販売会社）でも取り扱うようになった。